# Stiphodon mele
Stiphodon mele är en fiskart som beskrevs av Keith, Marquet och Pouilly 2009. Stiphodon mele ingår i släktet Stiphodon och familjen smörbultsfiskar. IUCN kategoriserar arten globalt som otillräckligt studerad. Inga underarter finns listade i Catalogue of Life.